# 아이들의 훈장
아이들의 훈장(看上去很美, Little Red Flowers)은 중국과 이탈리아에서 제작된 장위엔 감독의 2006년 드라마, 코미디 영화이다. 동박문 등이 주연으로 출연하였고 마르코 뮐러 등이 제작에 참여하였다.

## 출연

### 주연
- 동박문
- 저원원
- 진만원
- 조서
- 이흔운
- 이효풍

## 제작진
- 원작자: 왕삭